# Marilu Henner
Mary Lucy Denise Pudlowski (Chicago (Illinois), 6 april 1952) is een Amerikaans actrice.
Henner werd bekend als Elaine O'Connor-Nardo in de komedieserie Taxi. Later was ze te zien als Ava Evans Newton in de serie Evening Shade. Filmrollen speelde ze onder meer in Cannonball Run II, Johnny Dangerously, Noises Off... en Chasers. Ook vertolkte ze vele gastrollen, onder andere in Alfred Hitchcock Presents, Who's the Boss?, Cybill en Providence.
Sinds 21 december 2006 is Henner getrouwd met Michael Brown. Daarvoor was ze getrouwd met Frederic Forrest en Robert Lieberman.
Henner staat bekend als een van de weinige mensen in de wereld met hyperthymesie, een extreem autobiografisch geheugen.

## Filmografie
- Between the Lines (1977) – Danielle
- Bloodbrothers (1978) – Annette
- Dream House (televisiefilm, 1981) – Laura Griffith
- Hammett (1982) – Kit Conger/Sue Alabama
- Taxi (televisieserie, 1978–1983) – Elaine O'Connor-Nardo
- The Man Who Loved Women (televisiefilm, 1983) – Agnes Chapman
- Mister Roberts (televisiefilm, 1984) – verpleegster Girard
- Cannonball Run II (1984) – Betty
- Johnny Dangerously (1984) – Lil
- Stark (televisiefilm, 1985) – Ashley Walters
- Rustlers' Rhapsody (1985) – Miss Tracy
- Perfect (1985) – Sally
- Alfred Hitchcock Presents (televisieserie) – Claire (afl. "Method Actor", 1985)
- Grown-Ups (televisiefilm, 1985) – Louise
- Who's the Boss? (televisieserie) – Diane Wilmington (afl. "Angela's New Best Friend", 1986)
- Love with the Perfect Stranger (televisiefilm, 1986) – Victoria Ducane
- Grand Larceny (1987) – 'Freddy' Grand
- Channel 99 (televisiefilm, 1988) – Susan McDowell
- Ladykillers (televisiefilm, 1988) – Samanta Flannery
- The Tracey Ullman Show (televisieserie) – zwangere vrouw die over tijd is nummer 3 (afl. "My Baby", 1989)
- L.A. Story (1991) – Trudi
- Chains of Gold (televisiefilm, 1991) – Jackie
- Noises Off... (1992) – Belinda Blair/Flavia Brent
- Batman: Mask of the Phantasm (1993) – Veronica Vreeland (stem)
- Chasers (1994) – Katie, serveerster
- Evening Shade (televisieserie, 1990–1994) – Ava Evans Newton
- Batman (televisieserie) – Veronica Vreeland (stem, afl. "Birds of a Feather", 1993, "The Worry Men", 1993, "Harley's Holiday", 1994)
- Fight for Justice: The Nancy Conn Story (televisiefilm, 1995) – Nancy Conn
- Cybill (televisieserie) – Terry Belmont (afl. "Since I Lost My Baby", 1995)
- My Son Is Innocent (televisiefilm, 1996) – Margaret Sutter
- Titanic (televisiefilm, 1996) – Molly Brown
- George & Leo (televisieserie) – rol onbekend (afl. "The Cameo Episode", 1997)
- Batman & Mr. Freeze: SubZero (video, 1998) – Veronica Vreeland (stem)
- The New Batman Adventures (televisieserie) – Veronica Vreeland (stem, afl. "Holiday Knights", 1997, "Chemistry", 1998, stem)
- The Titanic Chronicles (1999) – Mrs Stuart While
- Man on the Moon (1999) – actrice in taxi-scène (Niet op aftiteling)
- A Tale of Two Bunnies (televisiefilm, 2000) – Miranda Montell
- Lost in the Pershing Point Hotel (2000) – moeder
- Rocket's Red Glare (televisiefilm, 2000) – Meg Baker
- Enemies of Laughter (2000) – Dani
- Providence (televisieserie) – Georgia (afl. "Great Expectations", 2002, "Things Have Changed", 2002)
- Greg the Bunny (televisieserie) – Maggie (afl. "Blah Bawls", 2002)
- Gone But Not Forgotten (televisiefilm, 2004) – Nancy Gordon
- Love Rules! (televisiefilm, 2004) – Carol
- Andy Richter Controls the Universe (televisieserie) – Special Guest Voice (stem, afl. "Bully the Kid", 2004)
- Center of the Universe (televisieserie) – Sharon Singleton (afl. "Alarmed and Dangerous", 2004)
- Joint Custody (televisiefilm, 2005) – rol onbekend
- Living with Fran (televisieserie) – Donna Martin (afl. "Riley's Parents", 2005)
- The Comeback (televisieserie) – Haarzelf (afl. "Pilot", 2005)
- Deadly Suspicion (televisiefilm, 2008) – Ann Danville
- Accidentally in Love (televisiefilm, 2011) – Annie Benchley
- Haunted Mansion (film, 2023) - Carol Tourist

- Biblioteca Nacional de España: XX4580838
- Bibliothèque nationale de France: cb14052782b (data)
- International Standard Name Identifier: 0000 0001 1758 4223
- Library of Congress Control Number: no94033014
- Nationale Bibliotheek van Letland: 000122142
- MusicBrainz: 5e884f15-9380-473e-86e1-b35f765d542f
- Nationale Bibliotheek van Israël: 987007342238905171
- Système universitaire de documentation: 158959655
- Virtual International Authority File: 37119392
- WorldCat: E39PBJkhJHhGt6kdCtm9MMYdcP